# Coenraad Ritsema
Coenraad Ritsema (Haarlem, 13 april 1846 - Wageningen, 9 januari 1929) was een Nederlands entomoloog.
Hij was een curator aan het Rijksmuseum van Natuurlijke Historie te Leiden van 1873 tot 1916. Hij publiceerde talrijke artikels, vooral in het Tijdschrift voor Entomologie en de Mededelingen van het Leidse museum. Hij beschreef talrijke nieuwe soorten Hymenoptera en Coleoptera. Hij was een specialist op het gebied van de familie Helotidae. In 1915 publiceerde hij een catalogus van de Helotidae in het museum van Leiden. Van de 76 soorten in de lijst had Ritsema er 60 beschreven.
Als eerbetoon aan Ritsema hebben zijn confraters aan vele insectensoorten de soortaanduiding ritsemae gegeven. Vaak waren het soorten uit de collectie van het museum van Leiden, zoals Aphasius ritsemae beschreven door Henri de Saussure in 1878 en Rhyssemus ritsemae beschreven door L. Clouët des Pesruches in 1901.